# IC 1078
IC 1078 је спирална галаксија у сазвјежђу Волар која се налази на листи објеката дубоког неба у Индекс каталогу.
Деклинација објекта је + 9° 21' 15" а ректасцензија 14h 56m 29,0s. Привидна величина (магнитуда) објекта IC 1078 износи 13,7 а фотографска магнитуда 14,6. IC 1078 је још познат и под ознакама UGC 9608, MCG 2-38-25, CGCG 76-102, PGC 53411.